# Gabriela Calvache
Gabriela Calvache (Ambato, 1977) es una directora, productora, guionista y escritora ecuatoriana. Es reconocida por dirigir el largometraje de ficción “La mala noche" que ganó el Premio a la Mejor Película Internacional en la vigésimo quinta edición del Festival de Cine de Nueva York, y que también es candidata a los Premios Óscar y Premios Goya en el 2020. 

## Biografía
Gabriela Calvache nació en Ambato en el año de 1977. Es egresada de la carrera de Periodismo de la Universidad San Francisco de Quito. Desde muy pequeña tuvo influencia en el mundo del cine gracias a su padre Germán Calvache el cual tuvo participación en el rodaje de la película Llucshi Caimanta dirigida por el cineasta boliviano Jorge Sanjinés. Sus creaciones se enfocan en el ámbito social, dado que su objetivo es dar a conocer acerca de temas polémicos, como en el caso de su obra "Hay cosas que no se dicen" de 2006, que hace referencia a la homosexualidad o su cortometraje "En espera" de 2011, que trata acerca del trabajo infantil, problemáticas y fenómenos sociales presentes en Ecuador, América Latina y el resto del mundo.
Debutó en la industria fílmica como productora del Largometraje "Alegría de una vez" en 2002. En 2006 empieza a escribir y dirigir cortometrajes. En 2013 se hizo acreedora a la beca Cannes Attendance Support del Mercado de Cine del Festival de Cine de Cannes, Marché du Filmo en el evento de distribución de cine más importante del mundo. En el transcurso de su profesionalismo ha obtenido varios premios ecuatorianos e internacionales.
Gabriela Calvache narra y justifica su interés por las figuras anónimas con la siguiente frase “Y siento que los seres nos hacemos en la infancia, como que ahí están nuestros intereses primarios que se convierten en algo instintivo después, porque en ese primera instancia de tu vida hubo alguien que tuvo un interés de algún tipo y te lo marcó”. Actualmente Calvache comenta que es muy complicado hacer cine en Ecuador, ya que todavía falta asegurar no solamente este fondo sino no depender únicamente del Estado, tal vez intentar que se faciliten ciertas cosas, los estímulos fiscales que por ejemplo podrían permitirnos financiar mejor las películas.
En el año 2010 fundó la compañía productora Cineática Films y desde entonces ha trabajado como productora, directora y guionista. En 2013 recibió la beca Cannes Attendance Support del Marché du Film. En julio del 2016 se convierte en la primera mujer ecuatoriana ganadora de los Fondos de Producción Cinematográfica de IMCINE, en México. En 2019 fue seleccionada por Universal Studios para un programa que se desarrolla con la participación de otros 16 cineastas; en este proyecto es la única mujer latina que forma parte.

## Estudios
Gabriela Calvache comenzó una licenciatura en Artes Contemporáneas con especialización en Cine en la Universidad San Francisco de Quito en el año 1996 y los culminó en el 2001. En el año 2005, realizó un posgrado en Escritura de Guiones de Ficción, Film/Cinema/video Studies en ESCAC - Escola Superior de Cinema i Audiovisuals de Catalunya en España. Estudió dirección de actores con Antonio Malonda (método Layton) en la escuela Acción futura de Madrid y ha cursado talleres de dirección de actores y actuación con Steven Ditmyer (método Maisner) y Boyac Ivic (método Satella Adler).

## Obras
- La mala noche
- En Espera
- Hay cosas que no se dicen
- Labranza Oculta
- Impulso
- Asier ETA Biok (como productora)[9]
- El Comité
- Alegría de una vez
- Jaque
- Con mi corazón en Yambo (como productora)[10]
- When clouds clear (como productora).

## Reconocimientos y premios
| Año  | Premiación                                                  | Categoría                                       | Trabajo       | Resultado | Ref.   |
| ---- | ----------------------------------------------------------- | ----------------------------------------------- | ------------- | --------- | ------ |
| 2019 | NY Latino Film Festival HBO                                 | Mejor película internacional                    | La mala noche | Ganadora  | [ 11 ] |
| 2019 | Festival Latinoamericano de Cine de Quito                   | Premio del Público                              | La mala noche | Ganadora  | [ 12 ] |
| 2019 | Festival Internacional de Cine de Guayaquil                 | Mejor Ópera Prima                               | La mala noche | Ganadora  | [ 13 ] |
| 2014 | Concurso Nacional del Consejo de Cinematografía del Ecuador | Premio Producción de Proyectos Cinematográficos |               | Ganadora  |        |
| 2012 | Medalla Bicentenario otorgada por el Ministerio de Cultura  |                                                 | En espera     | Ganadora  | [ 14 ] |